# La solitaria delle Asturie
Versions successives
- 1840 : Musique de Saverio Mercadante

Personnages
- La solitaria (soprano)
- Pelagio, prince de la famille royale d'Espagne (ténor)
- Elvira, fille du défunt roi Rodrigo (contralto)
- Gusmano, chef de l'armée maure, qui se révèle plus tard être le comte Giuliano (baryton)
- Ramiro, seguace di Pelagio (ténor)
- Munuza, altro condottiere dei Mori (basse)
- Chœur et figurants : montagnards et montagnardes des Asturies, guerriers et soldats chrétiens, guerriers et soldats maures, vierges du couvent de Canga.

La Solitaire delle Asturie, ossia La Spagna ricuperata (en français, La Solitaire des Asturies, ou l'Espagne récupérée) est un opéra de Carlo Coccia, sur un livret de Felice Romani, créé en 1838 à la Scala de Milan.
Un opéra basé sur le même livret fut également mis en musique en 1840 par Saverio Mercadante.

## Argument
L'action se déroule dans les Asturies en 716.

### Acte I
L'Espagne est occupée par les Maures. Cependant, dans une vallée reculée des Asturies, la population croit toujours qu'elle est en sécurité, certaine que les envahisseurs n'iront pas aussi loin. Dans les moments de désespoir, la population compte sur les prières et les conseils d'une mystérieuse femme, la Femme Solitaire, qui vit isolée dans les montagnes. Pelagio est un jour soigné et sauvé par elle après avoir été blessé par une flèche ennemie, il tomba amoureux d'elle et part maintenant à sa recherche avec son ami Ramiro. Pelagio avoue son amour à la Solitaire, lui révélant que dans le passé il avait été fiancé, sans l'avoir rencontrée, à la fille de Giuliano, un dirigeant espagnol qui trahit plus tard sa patrie en rejoignant les Maures ; Pelagio a donc répudié les fiançailles. La Solitaire est troublée et demande à Pelagio de ne pas maudire son épouse disparue, affirmant qu'elle est certaine qu'elle aussi a beaucoup souffert. La Solitaire refuse alors la cour de Pelagio. Peu de temps après, les habitants de la vallée arrivent annonçant l'arrivée des Maures : la Solitaire prend les armes et en couvre Pelagio, disant qu'il sera leur sauveur et que le ciel le protège.

### Acte II
Dans le camp des Maures, dirigé par Gusmano, des jeunes filles sont réduites en esclavage. Parmi eux se trouve Elvira, qui attire l'attention de Gusmano et lui dit qu'elle ne sait rien d'elle-même : orpheline, elle fut prise en charge par une mystérieuse femme qui vit dans les montagnes. D'après l'histoire, Gusmano comprend qu'il s'agit de la Solitaire. La Solitaire elle-même arrive au camp, accompagnant Pélage qui a demandé à être reçue en ambassade. Les deux demandent à libérer Elvira, et la Solitaire propose de rester en échange de la jeune femme ; Gusmano refuse d'abord, alors la Solitaire enlève son voile et montre son visage : le chef, à la surprise générale, est horrifié et décide qu'Elvira, la Solitaire et Pelagio sont libres.

### Acte III
Les Espagnols menés par Pelagio vainquent les Maures. Elvira, qui appelle la Solitaire sa mère en raison des soins qu'elle lui a toujours prodigués, est informée de son véritable statut : elle est la fille du roi Rodrigo, qui régnait sur les Asturies avant que les envahisseurs ne s'en emparent. Maintenant qu'ils ont été vaincus par Pelagio, la Solitaire dit que le trône sera restitué à Elvira et exige qu'elle et Pelagio soient unis par le mariage, surmontant ainsi la résistance initiale de Pelagio lui-même.

### Acte IV
La Solitaire parvient à pénétrer dans le camp des Maures qui est désormais proche de la défaite définitive. Du dialogue entre elle et Gusmano, nous découvrons la vérité : la Solitaire est Florinda, la fille de Gusmano, c'est-à-dire le comte Giuliano, comme on l'appelait avant qu'il rejoint les musulmans. Gusmano, qui a appelé les ennemis d'Afrique à l'origine du massacre de son peuple, tente en vain de défendre ses choix en rappelant à sa fille les outrages subis par Rodrigo. La Solitaire dit qu'elle a juré de sauver l'Espagne pour racheter son propre déshonneur et supplie son père de fuir, car il n'y a plus d'échappatoire pour lui et sa famille, mais Gusmano refuse.

### Acte V
Tandis que les Espagnols se réjouissent de la victoire finale, la Solitaire mourante, blessée par un tir ennemi, est amenée parmi eux. Elle révèle sa véritable identité à Pelagio et Elvira, et dit qu'elle a ramené Gusmano au christianisme, puis se prépare à mourir dans la douleur générale, heureuse de s'être rachetée en sauvant l'Espagne : désormais elle ne s'appellera plus La Cava, c'est-à-dire la méchante, nom qui lui fut donné en signe de mépris.

## Structure musicale
- Symphonie

### Acte I
- Scène  1 : Introduction Figli d'Asturia (Chœur)
- Scène  2 : Cavatine de la Solitaire Una fatale immagine
- Scène  3 : Duo entre Pelagio et la Solitaire Qual soffrì supplizio atroce
- Scène  4 : Finale I Mori! I Mori!... avanzano (Chœur, Rinaldo, Pelagio, Solitaire)

### Acte II
- Scène  5 : Chœur et Duo entre Elvira et Gusmano Dove siam tratte? ahi! misere! - Ah se la sua bell'anima
- Scène  6 : Finale II Tergi il pianto, e rassicura (Solitaire, Pelagio, Elvira, Chœur, Gusmano, Muniza)

### Acte III
- Scène  7 : Introduction Lieto dì! La vittoria fu piena... (Chœur)
- Scène  8 : Tercet entre la Solitaire, Elvira et Pelagio Al mio sen deponi, o vergine

### Acte IV
- Scène  9 : Chœur et Aria de Gusmano Ebben? Vedeste - È la notte che mi reca
- Scène  10 : Duo entre la Solitaire et Gusmano Tu stesso, che infame

### Acte V
- Scène  11 : Chœur et Aria de Pélage Vittoria! Vittoria! S'inseguano i vinti - Con la fronte al suol prostata (Pelagio, Chœur, Ramiro)
- Scène  12 : Air final de la Solitaire Non fremete. Il nome atroce (Solitaire, Pelagio, Elvira, Chœur)

## Réception
Les artistes impliqués dans la première représentation mise en scène par Eugenio Cavallini sont :
| Personnage   | Interprète                         |
| ------------ | ---------------------------------- |
| La Solitaria | Sofia Dall'Oca-Schoberlechner (ru) |
| Pelagio      | Francesco Pedrazzi                 |
| Elvira       | Francilla Pixis                    |
| Gusmano      | Cesare Badiali                     |
| Ramiro       | Giuseppe Vaschetti                 |
| Munuza       | Agostino Berini                    |